# 克爾基 (土庫曼斯坦)

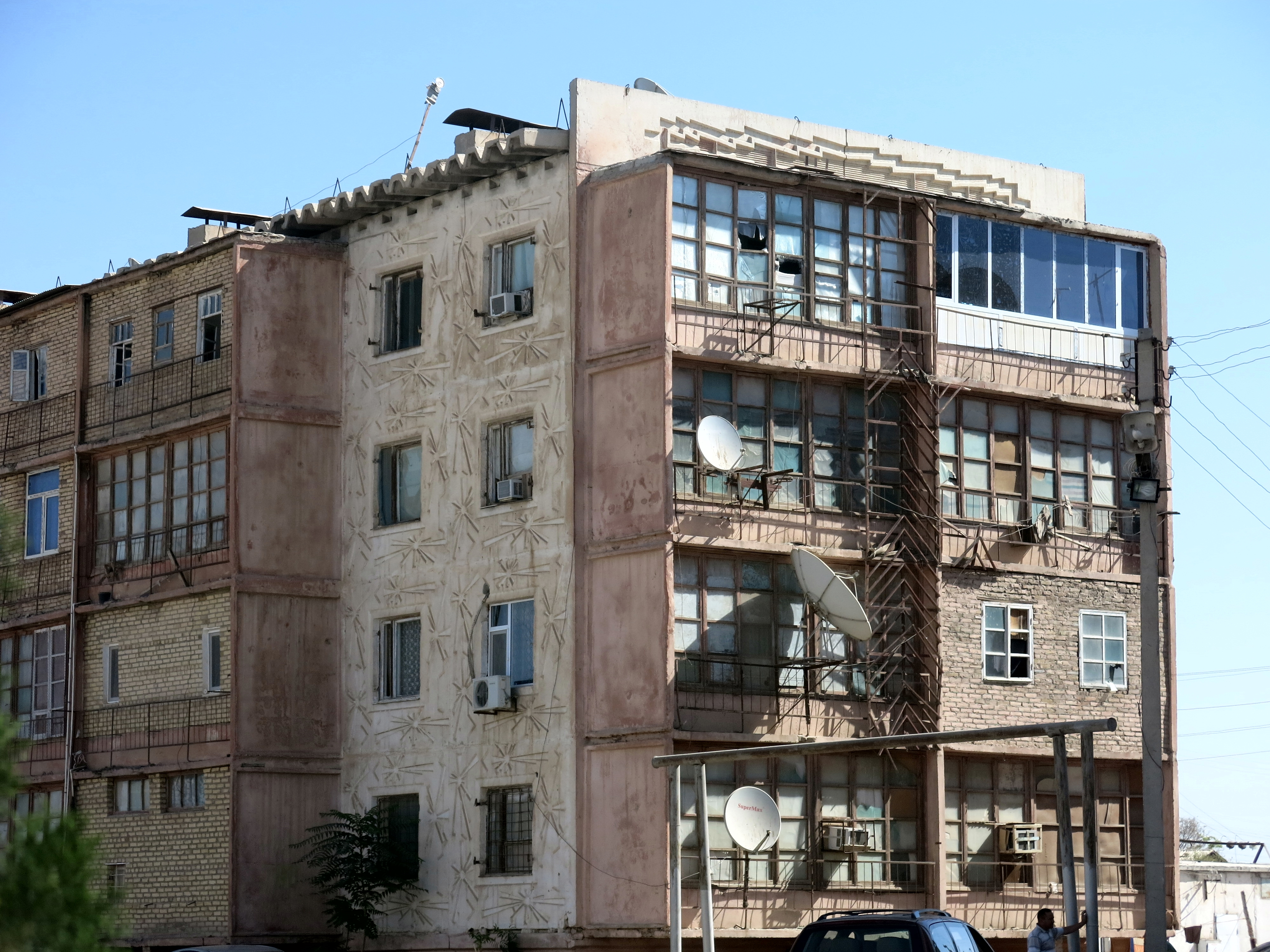
克爾基

克爾基是土庫曼斯坦的城鎮，1999年至2017年間名為阿塔穆拉特，由列巴普州負責管轄，位於該國東部阿姆河左岸，距離首府土庫曼納巴德約200公里，海拔高度242米，2010年人口39,602。

## 外部連結
- Satellite map at Maplandia.com （页面存档备份，存于）